# Regis Prograis
Regis Prograis (* 24. Januar 1989 in New Orleans, Louisiana) ist ein US-amerikanischer Profiboxer und ehemaliger WBC-Weltmeister im Halbweltergewicht. Darüber hinaus war er von April bis Juni 2019 regulärer WBA-Weltmeister und im Anschluss bis Oktober 2019 auch WBA-Superweltmeister (Super Champion) dieser Gewichtsklasse. 

## Amateurkarriere
Prograis zog 2005 von New Orleans nach Houston, trainierte dort im Savannah Boxing Club und bestritt 94 Amateurkämpfe, von denen er 87 gewann. Er schaffte es in die US-Olympiaqualifikation 2011 in Mobile (Alabama), wo er gegen Bryant Perrella und Samuel Vasquez unterlag. Zeitweise wurde er auf Platz 4 der US-Rangliste im Weltergewicht geführt.

## Profikarriere
Sein Profidebüt gab er im April 2012 und gewann in den ersten fünf Jahren seiner Karriere 20 Kämpfe, 17 davon vorzeitig. Zu den besiegten Gegnern zählten Boxer mit positiven Bilanzen wie Abel Ramos (14-0), Aarón Herrera (29-4), Luis Florez (21-3) und Joel Díaz junior (23-0).
Am 9. März 2018 wurde er mit einem TKO-Sieg in der zweiten Runde gegen Julius Indongo (22-1) neuer WBC-Interimsweltmeister im Halbweltergewicht und wäre damit Pflichtherausforderer des regulären WBC-Weltmeisters José Ramírez geworden, der den vakanten Titel im März 2018 erkämpft hatte. Da dieser Kampf mit unterschiedlicher Begründung nicht zustande kam, boxte Prograis als Nächstes im Juli 2018 gegen Juan Velasco (20-0) und siegte durch TKO in der achten Runde.
Im Anschluss wurde er in das Turnier World Boxing Super Series aufgenommen und gewann dort seinen Auftaktkampf im Oktober 2018 einstimmig nach Punkten gegen den ehemaligen WBO-Weltmeister Terry Flanagan (33-1). Daraufhin konnte er am 27. April 2019 im WBSS-Halbfinale gegen den WBA-Weltmeister Kiryl Relich (23-2) boxen und gewann durch TKO in der sechsten Runde. Im Juni 2019 wurde er vom regulären WBA-Weltmeister zum WBA-Superweltmeister aufgewertet.
Im WBSS-Finalkampf traf er am 26. Oktober 2019 in London auf den IBF-Weltmeister Josh Taylor (15-0), welcher in dem Turnier Ryan Martin und Iwan Barantschyk besiegt hatte. In dem Kampf ging es auch um den Status des Ring Magazine-Weltranglistenersten. Prograis verlor den Kampf knapp durch Mehrheitsentscheidung nach Punkten.
Nach über einem Jahr Ringpause kehrte Prograis erst im Oktober 2020 mit einem TKO-Sieg gegen Juan Heraldez (16-0) zurück und siegte anschließend auch noch jeweils vorzeitig durch TKO gegen Ivan Redkach (23-5) und Tyrone McKenna (22-2).
Durch diese Erfolge wurde er zum WBC-Pflichtherausforderer und siegte am 26. November 2022 beim Kampf um den vakanten WBC-Weltmeistertitel durch K. o. in der elften Runde gegen Jose Zepeda (36-2). Seine erste Titelverteidigung gewann er am 17. Juni 2023 nach Punkten gegen Danielito Zorrilla (17-1).
Am 9. Dezember 2023 verlor er den WBC-Titel durch eine Punktniederlage an Devin Haney (30-0) und verlor auch einen folgenden Kampf im Oktober 2024 gegen Jack Catterall (29-1).
Seinen nächsten Kampf gewann er im August 2025 gegen Joseph Diaz (34-7).